# مرز همگویی
یک مرز همگویی (به انگلیسی: Isogloss) یا مرز ناهمگویی (به انگلیسی: Hetrogloss) مرز جغرافیایی یک مشخصه (ویژگی) زبان‌شناختی قطعی مانند تلفظ یک واکه، معنی یک واژه یا به کار بردن یک مشخصهٔ معناشناختی است. گویش‌های عمده معمولاً به وسیلهٔ گروهی از مرزهای همگویی مرزبندی می‌شوند، مانند خط بِنراس که زبان ژرمانیایی علیا را از ژرمانیایی غربی جدا می‌کند. به هر حال یک مرز همگویی منفرد ممکن است با یک مرز زبانی باهم‌آیی داشته باشد یا نداشته باشد.